# Henley (vêtement)
Pour les articles homonymes, voir Henley.
Henley, ou parfois chemise Henley (Henley shirt), est une chemise sans col, caractérisée par une encolure ronde et une patte de boutonnage assez longue (environ 8 à 13 cm de long) et comportant généralement plusieurs boutons (2 à 5 boutons).
Il s'agit essentiellement d'un polo sans col. Les manches peuvent être courtes ou longues, et il peut être fabriqué dans presque tous les tissus, bien que le coton, les mélanges coton-polyester et les sous-vêtements thermiques soient de loin les plus populaires.
Les chemises Henley sont généralement considérées comme des vêtements pour hommes, mais des versions pour femmes sont également apparues.
Le Henley est nommé ainsi parce qu'il est l'uniforme traditionnel des rameurs d'aviron de la ville anglaise de Henley-on-Thames.